# Langs de Schreve
Langs de Schreve is een album van Willem Vermandere uit 1969. Het was zijn tweede elpee. De plaat verscheen bij Decca. Net als op de voorganger Liedjes van de Westhoek uit 1968 had Vermandere teksten van onder meer vriend en heemkundige Roger Rossey op muziek gezet. Op de albums werden de dagelijkse dingen van Vermanderes streek, langs de Schreve, bezongen. Het album bevatte nog geen echt geëngageerde nummers, die later Vermandere zouden typeren. Het album verscheen in 1972 opnieuw als dubbelelpee met het debuutalbum Liedjes van de Westhoek.

## Nummers
Kant 1
1. "De barmhartige Samaritaan"
2. "An 'n hoek van de straote"
3. "Drinkeliejke"
4. "De speelman"
5. "De schooiere"
6. "Nee'w we goan nus Vlams nie laot'n"

Kant 2
1. "De student"
2. "Wiegeliejke"
3. "De wonderbare genezing"
4. "Myn dingsche ût duneland"
5. "De schaoper (de schaapherder)"
6. "Amour, amour toujours"